# Edgar Adams

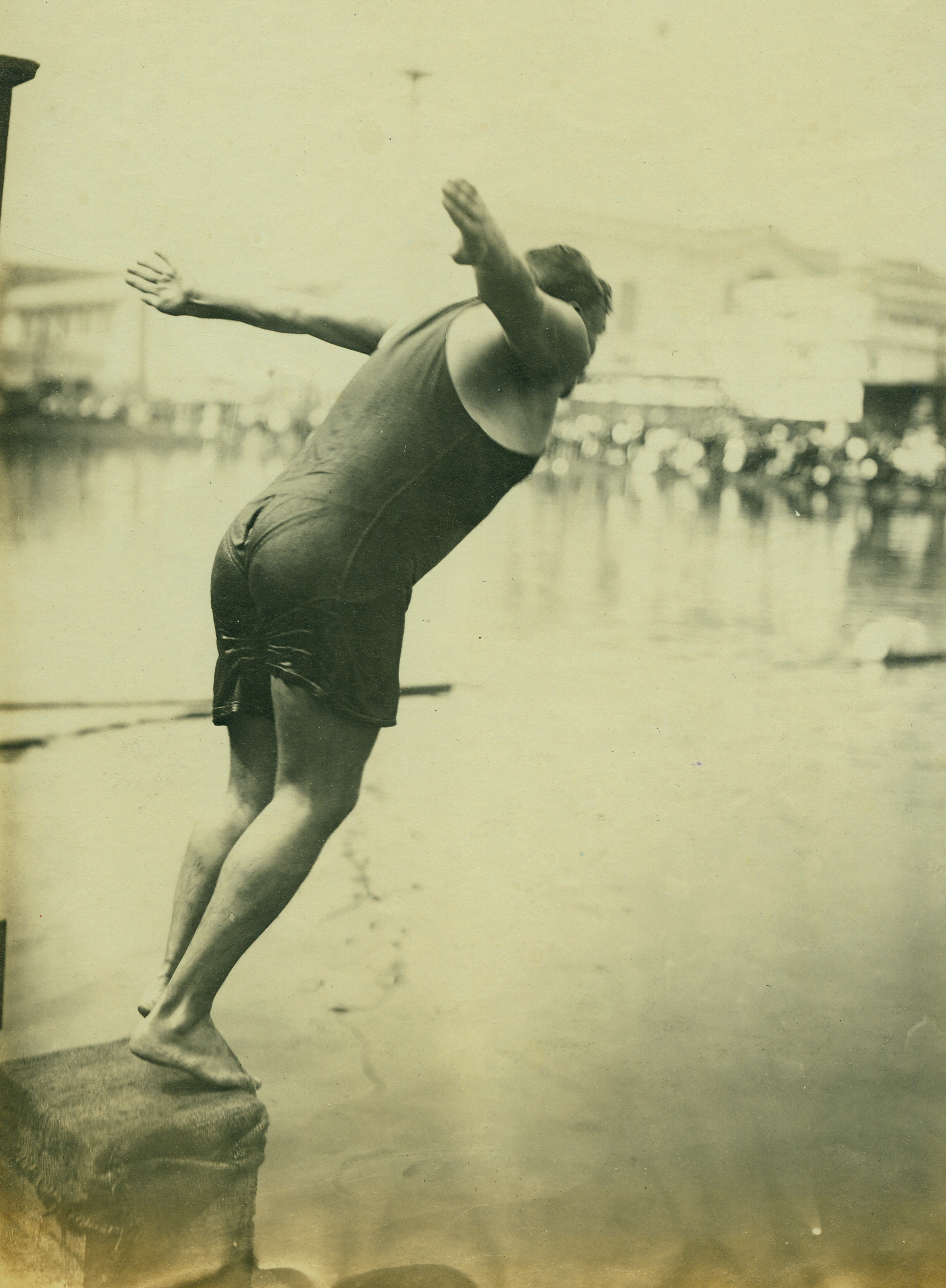
Foto do mergulhador Edgar Adams.

Edgar Holmes Adams (7 de abril de 1868 - 5 de maio de 1940) foi mergulhador de competição e nadador americano, estudioso numismático, autor, colecionador de moedas e comerciante.

## Natação
Ele representou os Estados Unidos nos Jogos Olímpicos de Verão de 1904 em St. Louis, Missouri, onde ganhou uma medalha de prata no mergulho masculino por evento a distância, terminando atrás do compatriota William Dickey. Competindo nos eventos de natação nos Jogos Olímpicos de Verão de 1904, ele terminou em quarto no estilo livre de 220 jardas, 880 jardas e no revezamento 4x50 jardas. Ele também competiu no estilo livre de uma milha, mas não terminou a corrida.

## Numismática
Adams foi um autor numismático prolífico que foi co-autor, com William H. Woodin United States Pattern, Trial e Experimental Pieces, mas provavelmente é mais conhecido pelo volume de referência Private Gold Coinages of California, 1849-1855: Its History and Its Issues, originalmente publicado em série (1911-1912) no American Journal of Numismatics .
Ele escreveu uma coluna numismática para o New York Sun. De 1912 a 1915, atuou como editor do jornal <i id="mwHw">The Numismatist</i> da American Numismmatic Association.

## Publicações de Adams
- Adams' Official Premium List of United States Private and Territorial Gold Coins Indicated by Prices Brought at Public Coin Sales. New York: Willett Press, 1909.
- The State Assay Office of California. 1850. (Private Gold Coinage I). New York: American Numismatic Society, 1911.
- Private Gold Coinage of California, 1849-55, Its History and Its Issues. New York, Edgar H. Adams, 1913.
- United States Pattern, Trial and Experimental Pieces: Being a List of the Pattern, Trial and Experimental Pieces Which Have Been Issued By the United States Mint from 1792 Up to the Present Time. New York, American Numismatic Society, 1913.
- United States Store Cards. New York: E.H. Adams and W. Raymond, 1920.